# Miotropis grenadensis
Miotropis grenadensis är en stekelart som först beskrevs av Howard 1897.  Miotropis grenadensis ingår i släktet Miotropis och familjen finglanssteklar. Inga underarter finns listade i Catalogue of Life.